# 科爾莫雷
科尔莫雷（法語：Cormoret）是瑞士联邦伯尔尼州伯尔尼汝拉区的市镇。该市镇面积为13.43平方千米，海拔高度706米，2018年12月31日人口数为491。